# Amir Hamzah
Ne doit pas être confondu avec Hamza ibn Abd al-Muttalib ou Hikayat Amir Hamzah.
Œuvres principales
Buah Rindu
Nyanyi Sunyi
Tengku Amir Hamzah, né le 28 février 1911 à Tanjung Pura et mort le 20 mars 1946 à Kuala Begumit, était un poète indonésien et un héros national de l'Indonésie. Inspiré par sa culture malaise, l'islam, le christianisme ainsi que la littérature orientale, Amir a écrit 50 poèmes, 18 morceaux de prose lyrique et de nombreux autres ouvrages, dont plusieurs traductions. La plupart de ses poèmes ont été publiés dans deux recueils de poèmes: Nyanyi sunyi (1937) et Buah Rindu (1941). Il est à ce jour considéré comme l'un des plus grands poètes indonésiens.